# Onosma lipskyi
Onosma lipskyi är en strävbladig växtart som beskrevs av Michail Klokov. Onosma lipskyi ingår i släktet Onosma och familjen strävbladiga växter. Inga underarter finns listade i Catalogue of Life.